# Мати Божа Фатімська

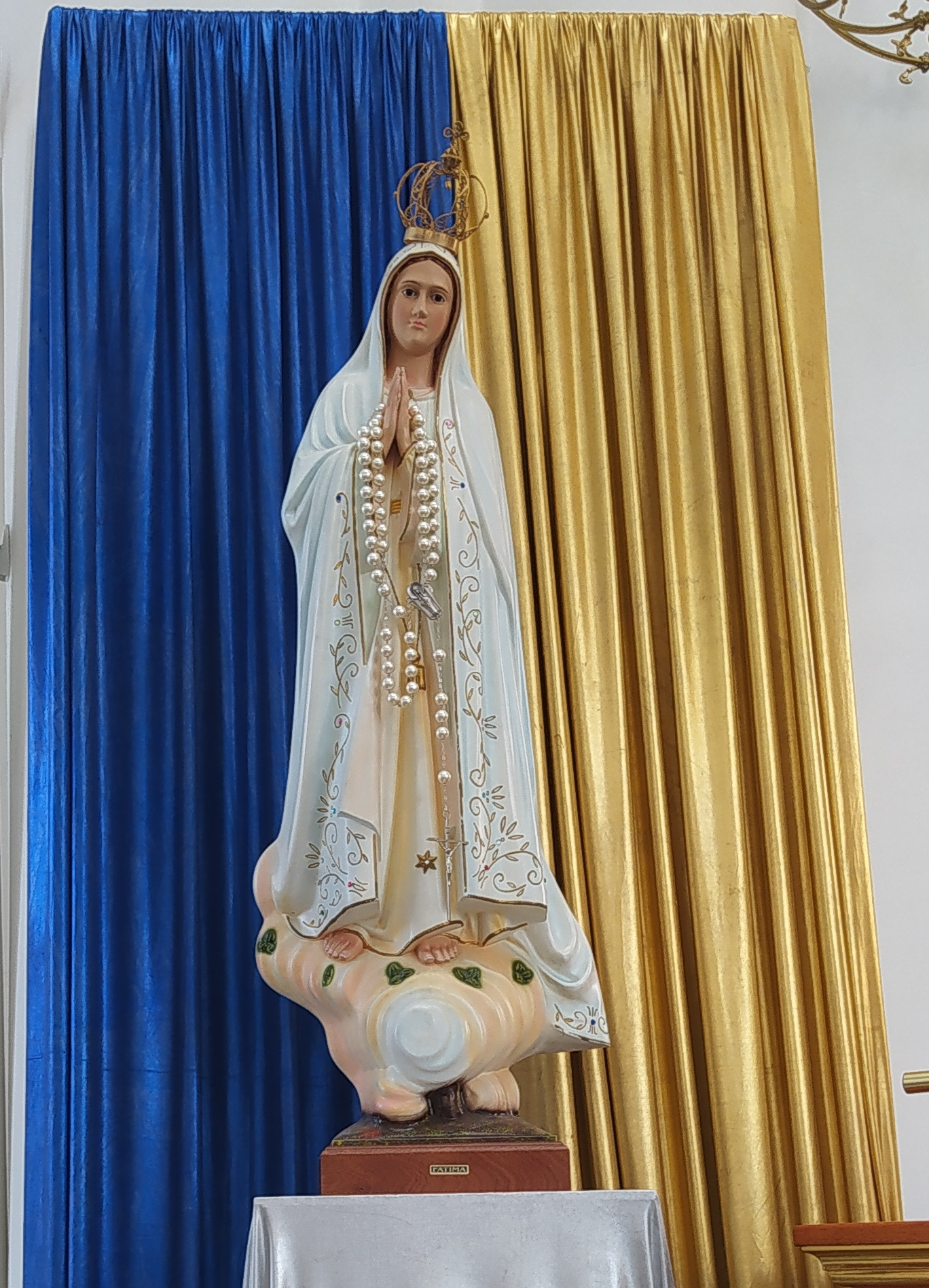
Скульптура Діви Марії Фатімської в Кафедральному соборі Успіння Пресвятої Діви Марії в Одесі

Мати Божа Фатімська (порт. Nossa Senhora de Fátima, від міста Фатіма Португалії) — образ Богородиці. Також відома як Діва Марія Вервиці Фатімської (Nossa Senhora do Rosário de Fátima). 1917 році вона шість разів з'являлася у Фатімі трьом пастушкам — Люсії (Lúcia Santos), Жасінті (Jacinta Marto) та Франціску (Francisco Marto). Під час останнього об'явлення Богородиця сказала: «Я — Мати Вервиці» (або «Пані Вервиці»). 1930 року католицька церква офіційно визнала ці події, як диво й одкровення, яке не суперечить доктрині.

## Загальна характеристика образу
Діва Марія не залишила жодного зображення після свого об'явлення. Також, незважаючи на присутність великої кількості людей під час останніх з'явлень, її ніхто не бачив. Єдині свідки — троє дітей Люсія (10 років), Франціск (9 років) та Жасінта (7 років). Саме на основі їх розповідей був відтворений образ Божої Мати. Найбільше інформації надала Люсія. Франциск бачив, але не чув Богородицю (хоча слова Люсії він чув, але не чув, що відповідала чи говорила Пресвята Діва; він лише бачив, як вона рухала вустами). Жасінта бачила й чула. Люсія бачила, чула й розмовляла з Дівою Марією. Під час шостого об'явлення Жасінта та Франциск бачили лише першу сцену. Люсія бачила всі три.
Люсія описала Божу Матір наступним чином:
|  | Це була Пані в білій одежі, яскравіша від сонця. Вона випромінювала світло, ясніше та сильніше від сяйва кришталевого келиха, повного кришталево чистої води, крізь який пробивається проміння палаючого сонця. На вигляд їй було 15 — 18 років. ЇЇ обличчя було настільки гарне, що важко описати чи порівняти. Вираз обличчя — ані сумний, ані веселий; серйозний, з виразом помірного докору. Руки, складені на грудях при молитві, були спрямовані догори. Одяг був наче зітканим зі світла. Туніка була біла, пов'язана біля шиї золотим ланцюжком. Мантія — також біла, обведена золотом; вона покривала голову Богородиці й спускалася до п'ят, ледве торкаючись дубового листя. Ні волосся, ні вух не було видно. Яскраве світло так опромінювало її лице, що його неможливо було довго споглядати. З рук Діви Марії звисала вервиця. Зернятка були перлинами, а на кінці — срібний хрестик. |

Діва Марія з'являлася над невеличким дубом, стоячи на світло-сірій хмаринці. Саме так її часто й зображають.

## Події

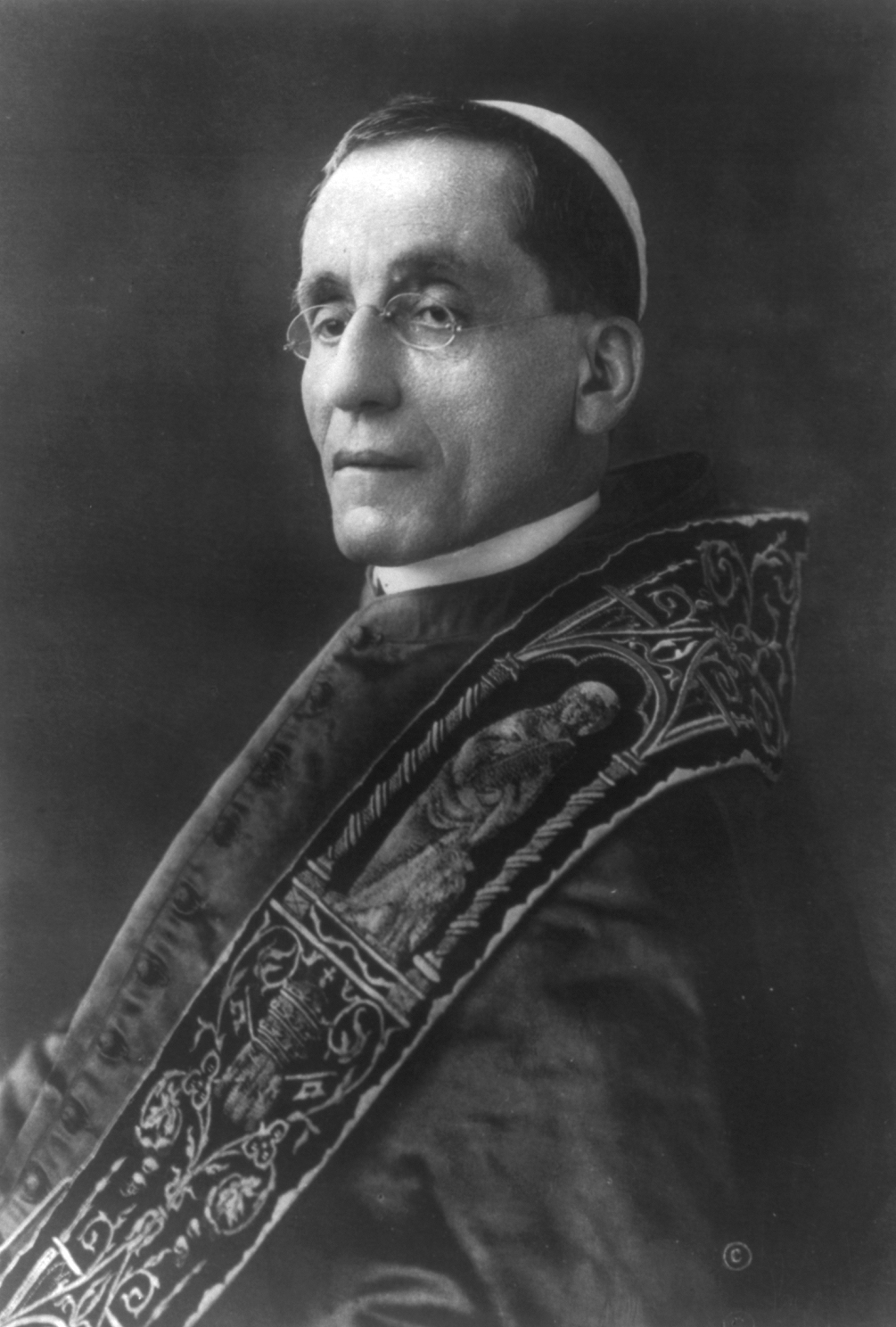
Папа Римський Бенедикт XV (1915 рік)

5 травня 1917 року, в розпал Першої світової війни, Папа Бенедикт XV у своєму листі до вірян закликав людей просити Пресвяту Діву Марію, щоб Вона поклала край воєнним жахіттям в Європі.
|  | ... нам потрібно, більше ніж коли б то не було, в цей жахливий час послати прохання до Великої Богоматері від її найвідданіших дітей. До Марії, Матері милосердя, всемогутньої у Своїй милості. Нехай здіймаються молитви люблячих і відданих Їй з усіх куточків землі — з величних храмів і маленьких каплиць, з королівських палаців і садиб багатіїв, так само як з хатинок бідняків — звідусіль, де тільки знаходить притулок віруюча душа, з просякнутих кров'ю рівнин і морів. Нехай долинуть до Неї моторошні крики дружин і матерів, стогони безневинних крихіток, зітхання кожного щирого серця: щоб Її ніжність і блаженна турбота зійшли на нас і спокій, про який ми просимо, запанував в нашому страждальному світі. Оригінальний текст (англ.) ... we wish that the petition of Her most afflicted children, more than ever in this terrible hour, may turn with lively confidence to the august Mother of God. To Mary, then, who is the Mother of Mercy and omnipotent by grace, let loving and devout appeal go up from every corner of the earth – from noble temples and tiniest chapels, from royal palaces and mansions of the rich as from the poorest hut – from blood-drenched plains and seas. Let it bear to Her the anguished cry of mothers and wives, the wailing of innocent little ones, the sighs of every generous heart: that Her most tender and benign solicitude may be moved and the peace we ask for be obtained for our agitated world. |

Через 8 днів троє неписьменних дітей розповіли, що бачили Богородицю неподалік від села Фатіма в Португалії. Близько полудня 13 травня 1917 року Мати Божа вперше з'явилася трьом пастушкам — Лусії, Жіасінті і Франциску, що гнали на пасовище стадо овець. Пресвята Діва попросила дітей приходити на те ж місце 13-го числа кожного місяця. Передане їм послання містило заклик до покаяння за щоденно скоєні гріхи, до молитви на Розарію в тих же намірах і до посвячення світу Її Непорочному Серцю. При кожному черговому відвідуванні найсолодша Діва наполягала на щоденній молитві на Розарію.
У серпні Пресвята Богородиця пообіцяла підтвердити правдивість Своїх об'явлень видимим знаменням. Мати Божа постійно закликала дітей молитися про навернення грішників, чинити в цих намірах добрі справи і молитися Розарій. 13 жовтня, під час останнього фатімського об'явлення, відбулося чудо — так званий «танець сонця». Свідками цього стали десятки тисяч людей, які спеціально зібралися в Кова-да-Ірія; цей феномен можна було спостерігати за багато кілометрів від епіцентру подій. Пресвята Діва назвала Себе тоді Царицею Розарію, а потім додала: «Необхідно, щоб люди наверталися, щоб вони покаялись у своїх гріхах … Щоб більше не ображали нашого Господа, Якого і так зневажають безмірно».
Діва Марія також сказала 10-річній Луції три так званих «таємниці». Друга з них, оголошена 13 липня, мала характер пророцтва. Богородиця говорила про швидке закінчення Першої світової війни, початок нової війни, якщо люди не покаються, і про виняткове значення цих подій у Росії XX століття.

## Присвячення Росії
У 1930 році церква офіційно визнала правдивість з'яв Богородиці у Фатімі, але аж у жовтні 1942 року Папа Римський після кількох чудотворних напоминань частково виконав основне Фатімське розпорядження щодо Росії. Цей акт позитивно вплинув на хід Другої світової війни. Повністю Фатімське розпорядження виконав лише Папа Іван Павло II у 1984 році. Результат не забарився — до влади прийшов Горбачов і невдовзі «Імперія Зла» завалилася.
Папа Пій XII свого часу висвячений на єпископа саме 13 травня 1917 року, тобто в перший день Фатімських об'явлень, 31 жовтня 1942 року присвятив Непорочному Серцю Марії все людство, і в першу чергу «ті народи, про які Мати Божа Фатімська особливим чином згадувала». Іван Павло II, відвідавши Фатіму в 1982 р., щоб подякувати Богородиці за чудесне спасіння під час замаху Алі Агджі на його життя (замах мав місце знову ж таки 13 травня в 1981 р.), побажав оновити цю посвяту, і зробив це словами наступної молитви: «О Матір людства і всіх народів! Тобі відомі їхні скорботи й надії. Ти, Чиє материнське серце настільки чутливе до всіх перипетій боротьби між добром і злом, між світлом і темрявою, яка розгортається в сучасному світі, почуй наші благання, звернені у Святому Дусі до потаємних глибин Твого Серця, і прийми під Твій покров любові, покров Матері та Слугині Господньої, весь людський рід, весь світ, який ми ввіряємо Тобі і присвячуємо, відчуваючи тривогу за його долю в часі та у вічності. Особливим чином ми поручаємо Тобі та присвячуємо тих людей і народи, які цього найбільше потребують … Прийми нашу смиренну надію і наше посвячення!».
У неділю, 25 березня 1984 р., в ході церемонії закінчення Ювілейного Року Відкуплення, Іван Павло II вирішив ще раз оновити присвячення світу Непорочному Серцю Марії. Святіший Отець повторив те, що було вже зроблене у Фатімі в 1982 р., і особливим чином просив про небесну опіку над Росією. Єпископи усього світу, духовно солідарні з Папою, одночасно повторювали слова цієї молитви.

## Цікаві факти
- Понтифікат Папи Римського Франциска був ввірений Матері Божій Фатімській. Присвячення відбулося у Фатімі під час святкування 96-ї річниці Обявлень (13 травня 2013 року). Учасниками ранкової Меси стали десятки тисяч прочан з усього світу.[4][5]